# Ронкони, Феличе
Феличе Ронкони (итал. Felice Ronconi; 1811, Венеция — 29 августа (10 сентября) 1875, Санкт-Петербург) — итальянский оперный певец (бас-баритон) и музыкальный педагог. Сын и ученик Доменико Ронкони, брат Джорджо Ронкони и Себастьяно Ронкони.

## Биография
Родился в 1811 году ( или в 1812).
Изучал пение под руководством своего отца и в десятилетнем возрасте был принят в число певчих Миланского собора и Придворной церкви. Рано начал сам давать уроки и вскоре приобрёл известность хорошего преподавателя. Не ограничиваясь Миланом, он посещал и другие города Италии, всюду с успехом давая уроки пения. В 1836 году он отправился в Вюрцбург (здесь у Ронкони занималась, в частности, Матильда Маркези), затем переехал во  Франкфурт, где оставался до 1844 года, когда получил место профессора пения в Миланской консерватории. В том же году был избран в члены Музыкальной академии Св. Цецилии в Риме. В Милане у него учились, в частности, Кэтрин Хайес, Тереза Пароди.
Когда в 1848 году вспыхнула революция в Милане, ему пришлось здесь прекратить преподавание и он отправился в Лондон, где уже был хорошо известен; здесь Ронкони предложили место директора пения при Ковентгарденском театре, где он и пробыл около четырёх лет. 
В 1852 году, по совету брата, который уже неоднократно рекомендовал ему отправиться в Россию, приехал в Санкт-Петербург. До 1857 года пел в итальянской опере в Санкт-Петербурге, где полувеком раньше выступал и его отец.
Глубокое знание своего предмета и умение преподавать были известны и поэтому он вскоре нашёл себе множество уроков, как частных, так и в разных институтах: Николаевском, Екатерининском, Патриотическом и Павловском. С 1858 года преподавал в Санкт-Петербургском театральном училище и педагогическом институте: среди учеников — целый ряд выдающихся русских певцов, в том числе А. Александрова-Кочетова, Н. Дервиз, З. Греннинг-Вильде, Александр Додонов, Ф. Коридзе, А. Лешетицкая, И. Прянишников.
В 1867 году король Италии пожаловал Ронкони орден Св. Маврикия и Лазаря, а в начале 1870-х годов император Александр II пожаловал ему орден Св. Станислава.
Написал учебник «Для всех. Элементарное теоретическо-практическое руководство пения» (Санкт-Петербург, 1869—1871, в 3 выпусках).
Умер 29 августа (10 сентября) 1875 года. Похоронен на Выборгском римско-католическом кладбище в Санкт-Петербурге.
У него было три дочери; одна из них, Клотильда Ронкони (?—06.02.1900) пошла по следам отца и пользовалась известностью, как хорошая учительница пения. И она, и другая дочь — Анна (1844—1907), были также похоронены в Санкт-Петербурге, на Выборгском римско-католическом кладбище.